# CFA-franc
CFA-franc (fransk: franc CFA eller bare franc på hverdagssprog hvis konteksten er åbenlys) er en møntenhed som bruges i 12 tidligere franske kolonier i Vest- og Centralafrika samt Guinea-Bissau (tidligere portugisisk koloni) og Ækvatorialguinea (tidligere spansk koloni). ISO 4217-koden for den centralafrikanske CFA er XAF og for den vestafrikanske XOF.
Valutaen har en fast vekselkurs overfor euroen: 100 CFA-francs = 1 tidligere fransk franc = 0,152449 euro, eller 1 euro = 655,957 CFA-francs.